# Floresta Nacional Chapecó
A floresta nacional de Chapecó é uma unidade de conservação brasileira de uso sustentável da natureza localizada nos municípios catarinenses de Chapecó e Guatambu, sendo composta por duas áreas separadas entre si, uma em cada cidade, distantes aproximadamente 32 km uma da outra.
A floresta foi criada em 25 de outubro de 1968 com uma área total de 1 606,63 ha. Sua administração cabe atualmente ao Instituto Chico Mendes de Conservação da Biodiversidade (ICMBio).

## Caracterização da área
Seu bioma é constituído de floresta com araucária e floresta estacional. Tem uma vasta área nativa que pode ser aproveitada para a realização de programas de educação ambiental para alunos do ensino fundamental, visitantes e moradores. Apresenta espaço físico próprio para recreação, lazer e turismo ecológico.
A fauna é abundante e diversificada, dando condições para estudos da ecologia de espécies, algumas ameaçadas de extinção.
A água é de boa qualidade, com inúmeras nascentes, protegidas conforme programa de Microbacias, existente no Estado, o que possibilita a criação de peixes e aves aquáticas.
Há exploração de produtos e sub-produtos florestais. Comercializa-se 4.000m3/ano de erva-mate (Ilex paraguariensis). Outro destaque é o programa de combate a vespa de madeira.
Sua vegetação é composta por pinus, eucaliptos, erva mate, e outras espécies nativas.